# Kostel svatého Václava (Konojedy)
Kostel svatého Václava v Konojedech v okrese Praha-východ je římskokatolický filiální kostel z 2. poloviny 18. století postavený v pozdně barokním slohu na místě původního kostela. Kostel spadá pod farnost v Kostelci nad Černými lesy a je chráněn jako kulturní památka České republiky.

## Historie
Na místě současného kostela stál podle první písemné zmínky o obci již v roce 1352 dřevěný gotický farní kostel zasvěcený sv. Václavu. Ten po zásahu bleskem vyhořel a tak byl na jeho místě v roce 1530 postaven nový zděný gotický kostel.
Do roku 1435 byl kostel katolický, potom husitský (utrakvistický) až do roku 1623, kdy odtud odešel poslední husitský kněz Václav Karion. Od roku 1652 byl kostel opět katolický.
V roce 1765 nechala majitelka černokosteleckého panství Marie Terezie Savojská starý zděný kostel zbourat a na jeho místě postavit kostel současný. Stavba nového barokního kostela s věží byla započata roku 1766. Stavbu pravděpodobně vedl stavitel Jan Václav Smutný podle upraveného projektu Josefa Jägera a dokončena byla v roce 1768.
Požehnán byl nově postavený kostel 10. ledna 1768 černokosteleckým děkanem Františkem Boskovským.
V areálu kostela se v minulosti nacházel hřbitov ohraničený kamennou zdí, která se dochovala dodnes.
Kostel spolu s ohradní zdí bývalého hřbitova s branou i kamenným křížem stojícím před ním je od 3. května 1958 památkově chráněný. Dne 31. prosince 1965 byl zapsán do státního seznamu kulturních památek.
Do 31. prosince 2004 byl kostel farním kostelem, od roku 2005 patří pod římskokatolickou farnost Kostelec nad Černými lesy.
V letech 2012–2013 proběhla po zhruba 170 letech rozsáhlá rekonstrukce kostela, která zahrnovala mimo jiné opravu krovů, střechy, vnějšího pláště a vitráží.

## Popis
Kostel je jednolodní stavbou obdélného půdorysu s čtvercovým presbytářem, který má stejnou výšku jako loď. Na západní straně k průčelí přiléhá hranolovitá věž, zastřešená osmibokou mansardovou jehlanovou střechou, krytou prejzy. K jižní straně presbytáře je přistavěna pravoúhlá sakristie.

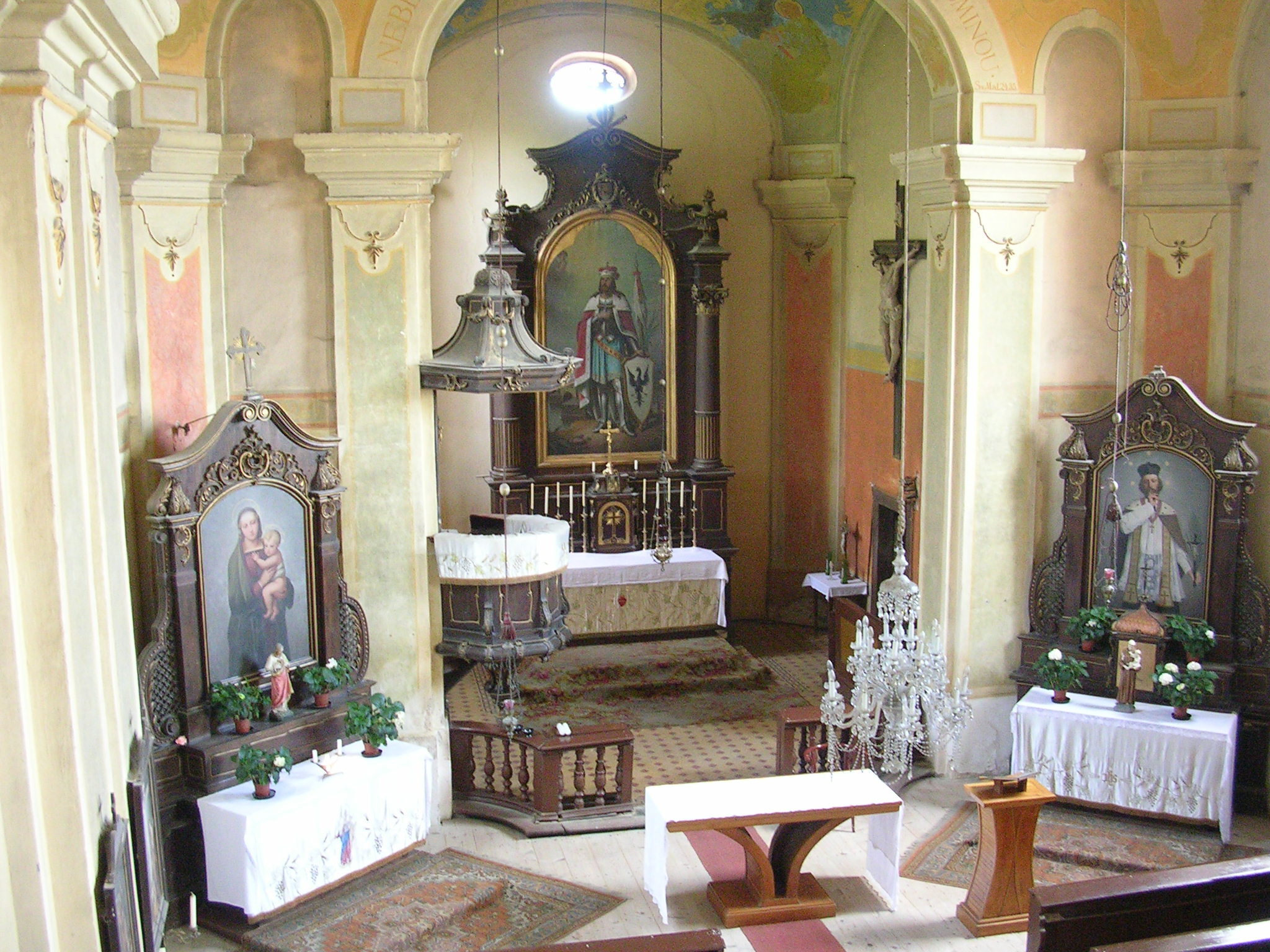
Interiér kostela: pohled směrem k hlavnímu oltáři

Všechna nároží kostela i věže jsou zkosená. Okna kostela jsou obdélníková s půlkruhovým zakončením nahoře. Střecha kostela je valbová a krytá taškami. V lodi i presbytáři jsou plackové klenby. Zděná kruchta stojí na dvou pilířích.
Z původního vybavení kostela se dochovalo jen několik předmětů. Mezi nimi je barokní krucifix z 18. století umístěný na jižní stěně presbytáře, barokní soška Snímání z kříže, která se původně nacházela v nice ve zdi lodi, dnes je však uložena v depozitáři. Dále se dochovala křtitelnice s reliéfem křtu z konce 18. století, která stojí na mladší dřevěné konstrukci z roku 1819.
Oltáře (hlavní i vedlejší) vyrobila v roce 1892 truhlářská firma Františka Leinera z Vídně. Obraz sv. Václava na hlavním oltáři pochází z roku 1884 a jeho autorem je malíř Jan Umlauf. Na bočních oltářích se nacházejí dva obrazy z roku 1893 od neznámého vídeňského malíře, které zobrazují sv. Jana Nepomuckého a Madonu. Druhý z těchto obrazů je inspirovaný známým renesančním dílem Madonna del Granduca od Raffaela Santiho.
Na severním bočním oltáři byla umístěna drobná soška Madony z roku 1905, která je v současnosti uložena v depozitáři. Varhany na kruchtě pocházejí z roku 1896 a byly zhotoveny pražskou varhanářskou firmou Josef Rejna a Josef Černý, která je v roce 1904 také upravila.

Ve věži kostela se nacházejí dva zvony. Větší z nich je z roku 1556 a má na výšku 84 cm a průměr 70 cm. Druhý zvon je z roku 1723 od pražského zvonaře Valentina Lissiacka a má výšku 41 cm a průměr 53 cm.

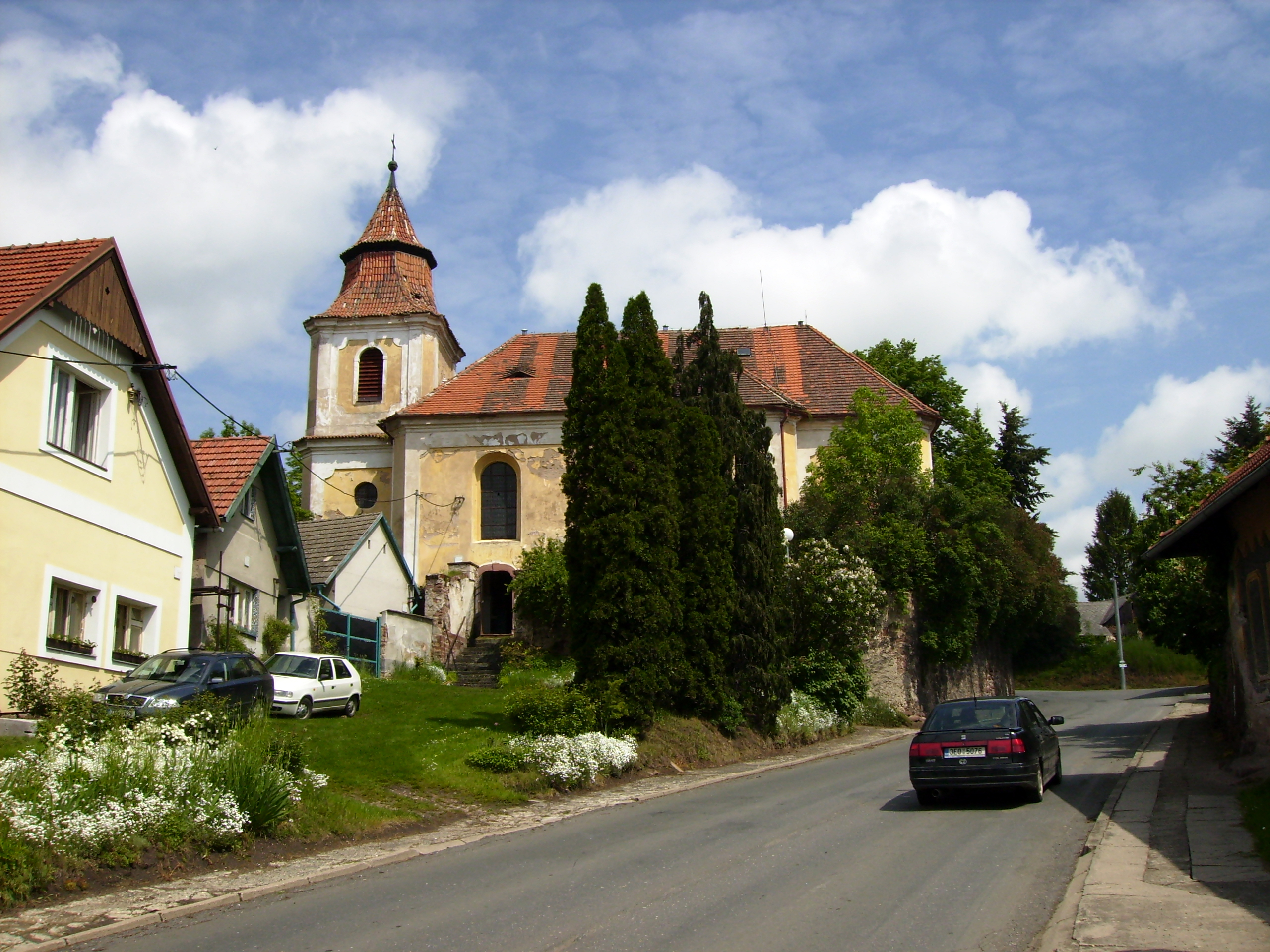
pohled z návsi před rekonstrukcí (2008)
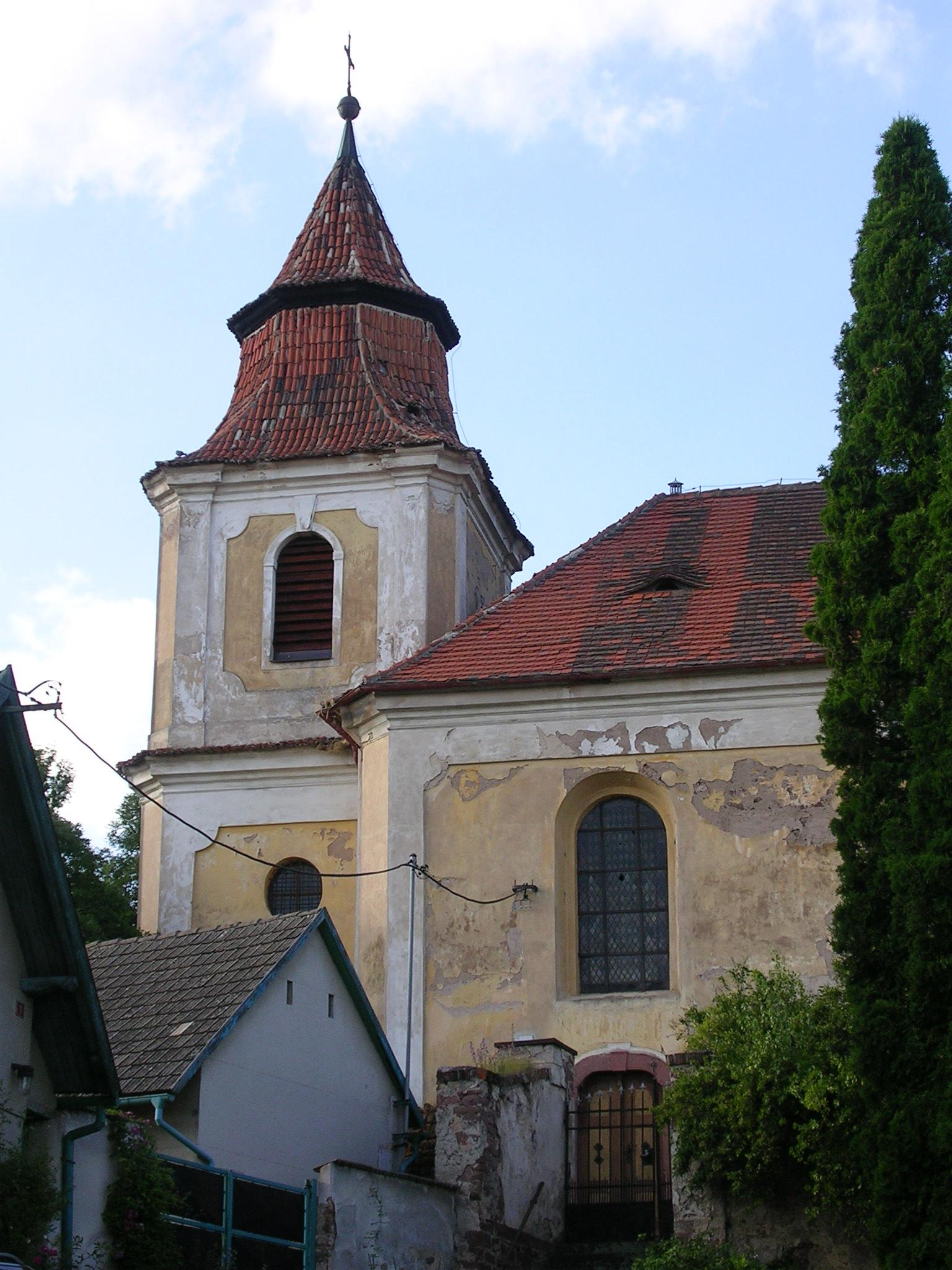
detail věže (2008)
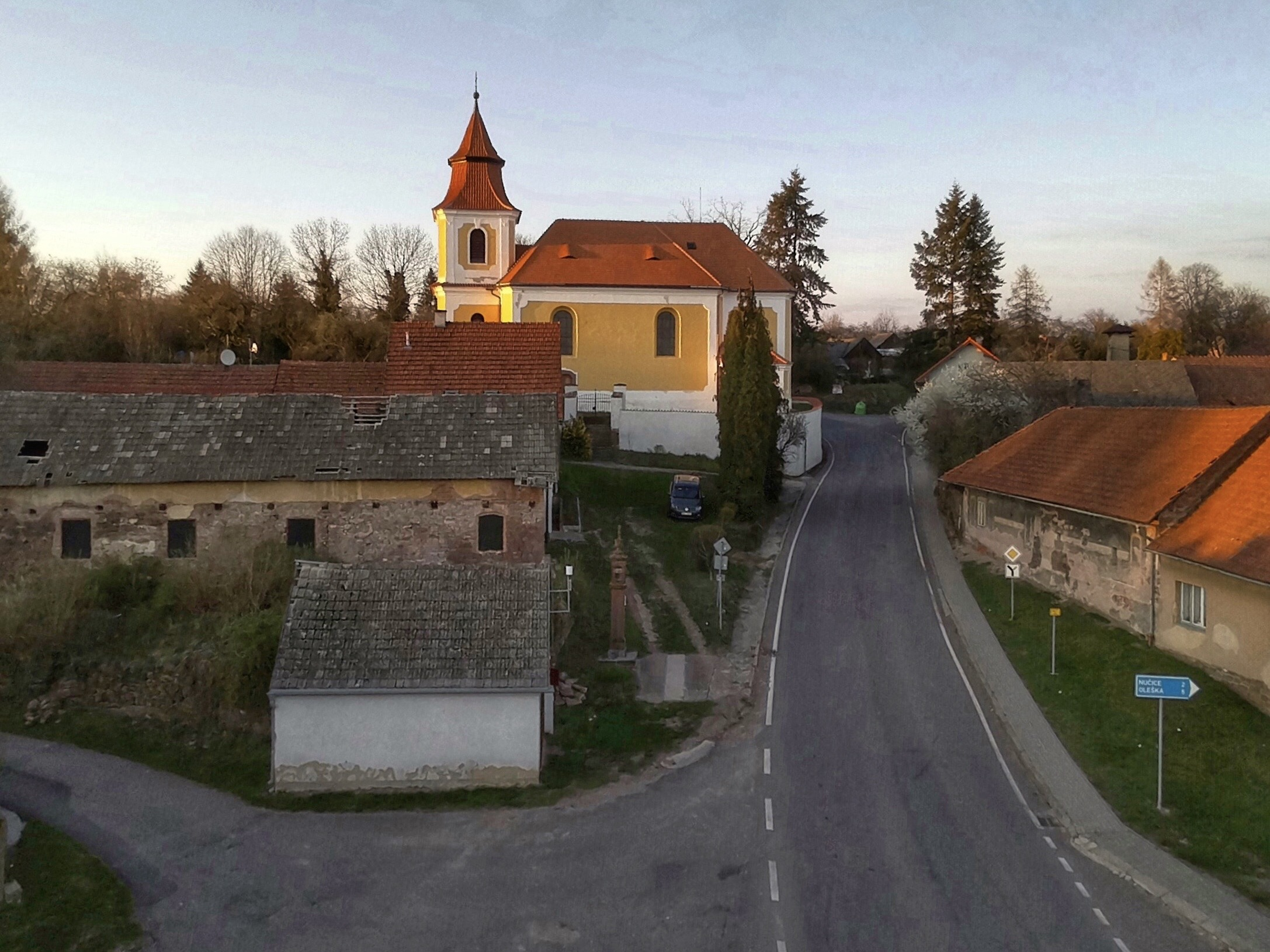
letecký snímek (2019)
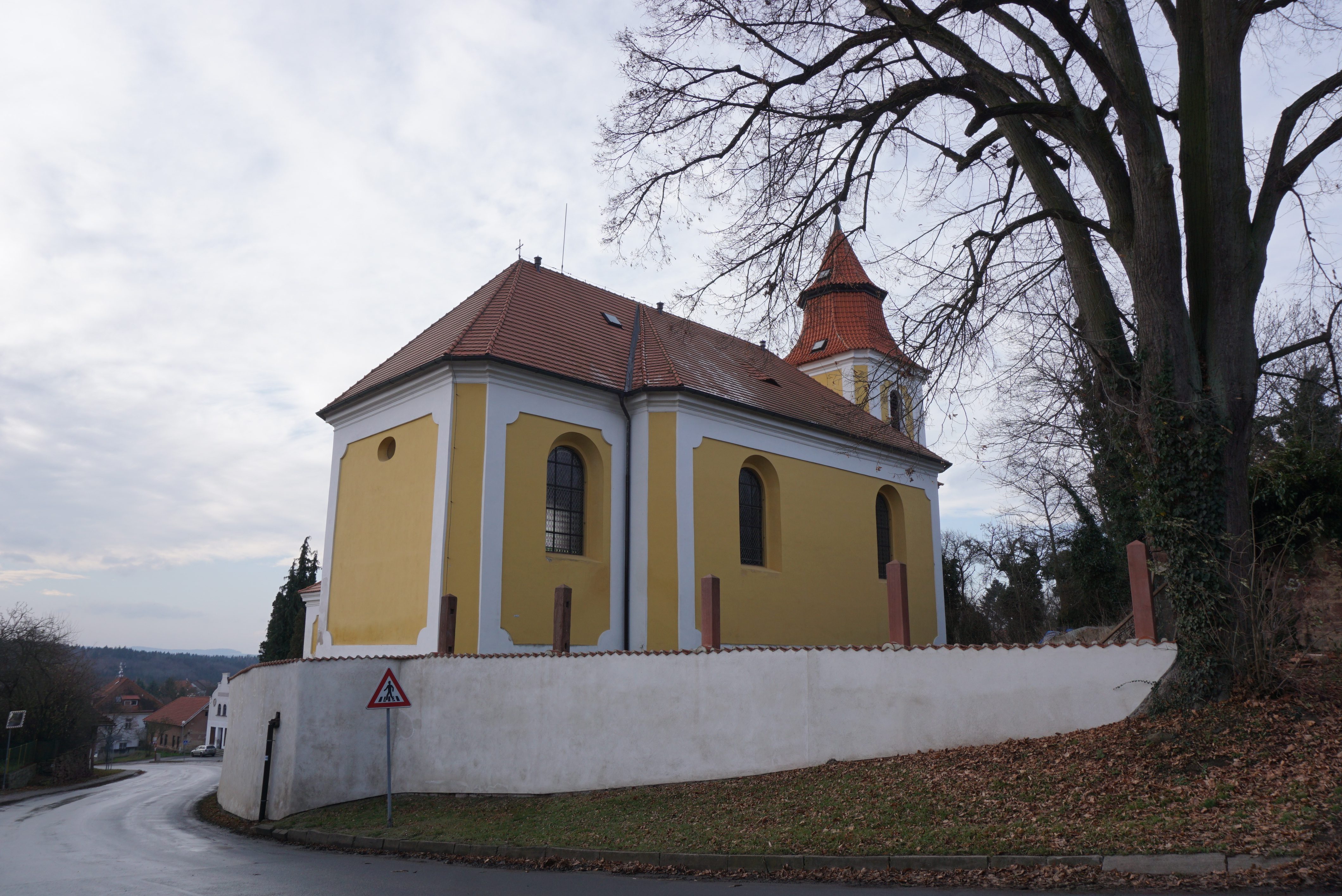
pohled ze severovýchodu (2020)
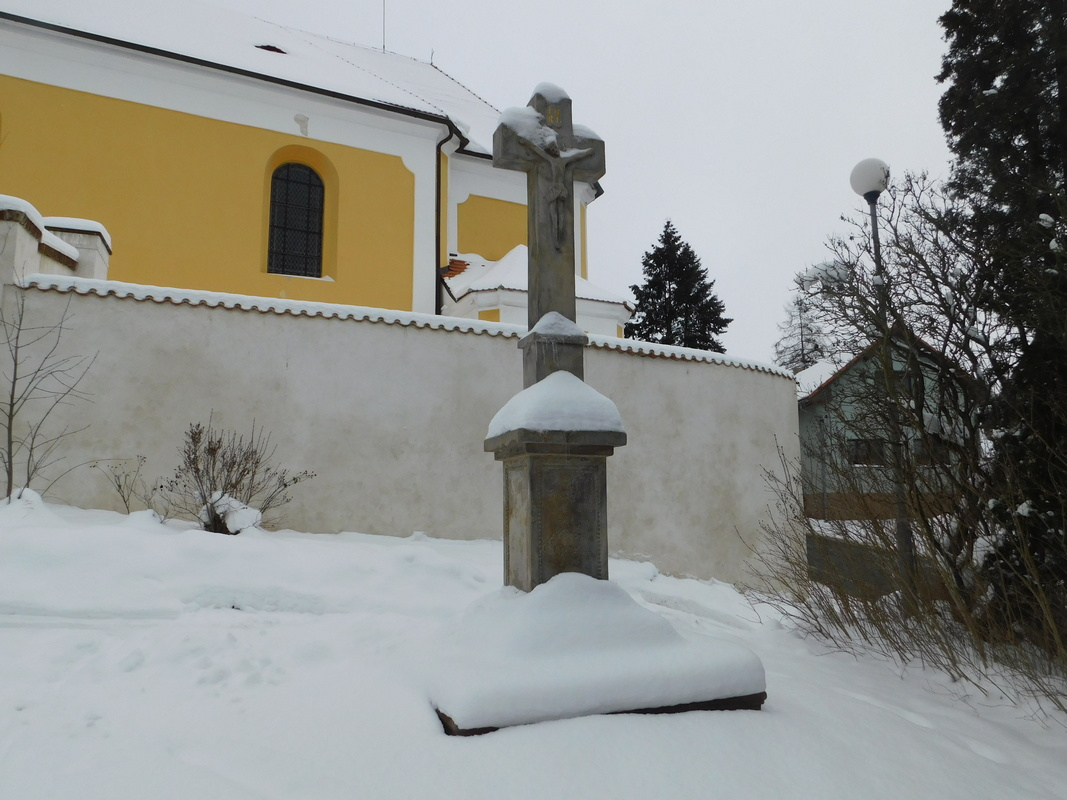
pískovcový kříž z roku 1834 před kostelem